# Santiago Gamboa
Santiago Gamboa (Bogotà, Colòmbia, 1965), és un escriptor colombià.
Estudia literatura a la Universitat Javeriana de Bogotà. Viatja a Espanya, on viu fins al 1990, i es llicencia en Filologia Hispànica a la Universitat Complutense de Madrid. Després es trasllada a París, on cursa estudis de literatura cubana a la Universitat de la Sorbona.
Debuta com a novel·lista amb Páginas de vuelta (1995), obra amb què despunta com una de les veus més innovadores de la nova narrativa colombiana; més tard escriu Perder es cuestión de método (1997), que suposa el reconeixement de la crítica internacional i que es tradueix en italià, francès, grec, portuguès, txec i alemany, i de la que actualment s'està preparant una pel·lícula; i Vida feliz de un joven llamado Esteban (2000), novel·la amb què ha augmentat el seu prestigi internacional. És autor del llibre de viatges Octubre en Pekín (2001). Com a periodista, ha estat col·laborador del Servei Amèrica Llatina de Radio Francia Internacional a París, corresponsal del diari El Tiempo de Bogotà, i columnista de la revista Cromos. Actualment resideix a Roma.